# South St. Paul
South St. Paul ist eine Stadt im Dakota County im US-Bundesstaat Minnesota. Sie liegt rund zehn Kilometer südöstlich von Saint Paul. Das U.S. Census Bureau hat bei der Volkszählung 2020 eine Einwohnerzahl von 20.759 ermittelt.

## Geografie
South St. Paul ist am Mississippi River südöstlich von Saint Paul in der Metropolregion der Twin Cities gelegen. Nach den Angaben des United States Census Bureau beträgt die Fläche der Stadt 15,9 Quadratkilometer, davon sind 1,0 Quadratkilometer Wasserflächen.

## Geschichte
Das Gebiet des heutigen South St. Paul wurde ursprünglich von den Mdewakanton-Indianern besiedelt. Erst im 19. Jahrhundert ließen sich europäische Siedler in der Gegend nieder. Am 11. Mai 1858 wurde South St. Paul Teil des neu gegründeten West St. Paul Township. Ende der 1880er Jahre spaltete sich South St. Paul ab und wurde eine eigenständige Stadt. Im Jahre 1990 erhielt sie die Auszeichnung als All-American City.

## Demografische Daten
Nach der Volkszählung im Jahr 2000 leben in South St. Paul 20.167 Menschen in 8123 Haushalten und 5255 Familien. Ethnisch betrachtet setzt sich die Bevölkerung aus rund 93 Prozent weißer Bevölkerung sowie anderen kleineren oder mehreren Gruppen zusammen. 6,4 Prozent der Einwohner zählen sich zu den Hispanics.
In 32,5 % der 8123 Haushalte leben Kinder unter 18 Jahren, in 47,0 % leben verheiratete Ehepaare, in 13,1 % leben weibliche Singles und 35,3 % sind keine familiären Haushalte. 28,8 % aller Haushalte bestehen ausschließlich aus einer einzelnen Person und in 10,8 % leben Alleinstehende über 65 Jahre.
Auf die gesamte Stadt bezogen setzt sich die Bevölkerung zusammen aus 25,4 % Einwohnern unter 18 Jahren, 9,0 % zwischen 18 und 24 Jahren, 32,7 % zwischen 25 und 44 Jahren, 20,1 % zwischen 45 und 64 Jahren und 12,8 % über 65 Jahren. Der Median beträgt 35 Jahre. Etwa 51 % der Bevölkerung ist weiblich.
Der Median des Einkommens eines Haushaltes beträgt 45.216 USD, der einer Familie 54.119 USD. Das Prokopfeinkommen liegt bei 21.396 USD. Etwa 6,1 % der Bevölkerung und 4,1 % der Familien leben unterhalb der Armutsgrenze.

## Söhne und Töchter der Stadt
- James Patrick Shannon (1921–2003), römisch-katholischer Weihbischof
- Doug Woog (1944–2019), Eishockeyspieler und -trainer
- Thomas D. Waldhauser (* 1953), General des United States Marine Corps
- Warren Miller (* 1953), Eishockeyspieler
- Phil Housley (* 1964), Eishockeyspieler
- Trevor Fehrman (* 1981), Schauspieler
- Alex Stalock (* 1987), Eishockeytorwart
- Justin Faulk (* 1992), Eishockeyspieler